# Moissannes
Moissannes is een gemeente in het Franse departement Haute-Vienne (regio Nouvelle-Aquitaine) en telt 299 inwoners (1999). De plaats maakt deel uit van het arrondissement Limoges.

## Geografie
De oppervlakte van Moissannes bedraagt 25,2 km², de bevolkingsdichtheid is 11,9 inwoners per km².
De onderstaande kaart toont de ligging van Moissannes met de belangrijkste infrastructuur en aangrenzende gemeenten.

## Demografie
Onderstaande figuur toont het verloop van het inwonertal (bron: INSEE-tellingen).

## Monumenten en musea
- Langs de weg herinnert een menhir, ontworpen door kunstenaar Jean-Joseph Sanfourche in 1986, eraan dat de verzetsstrijders van Georges Guingouin op 9 juni 1944 Helmut Kämpfe gevangen namen. Hij reed alleen voor zijn troepen uit. Bij Moissannes kwam hij oog in oog te staan met de verzetsstrijders onder leiding van sergeant Jean Canou. Deze gevangenneming had verstrekkende gevolgen.